# 华成国际发展大厦

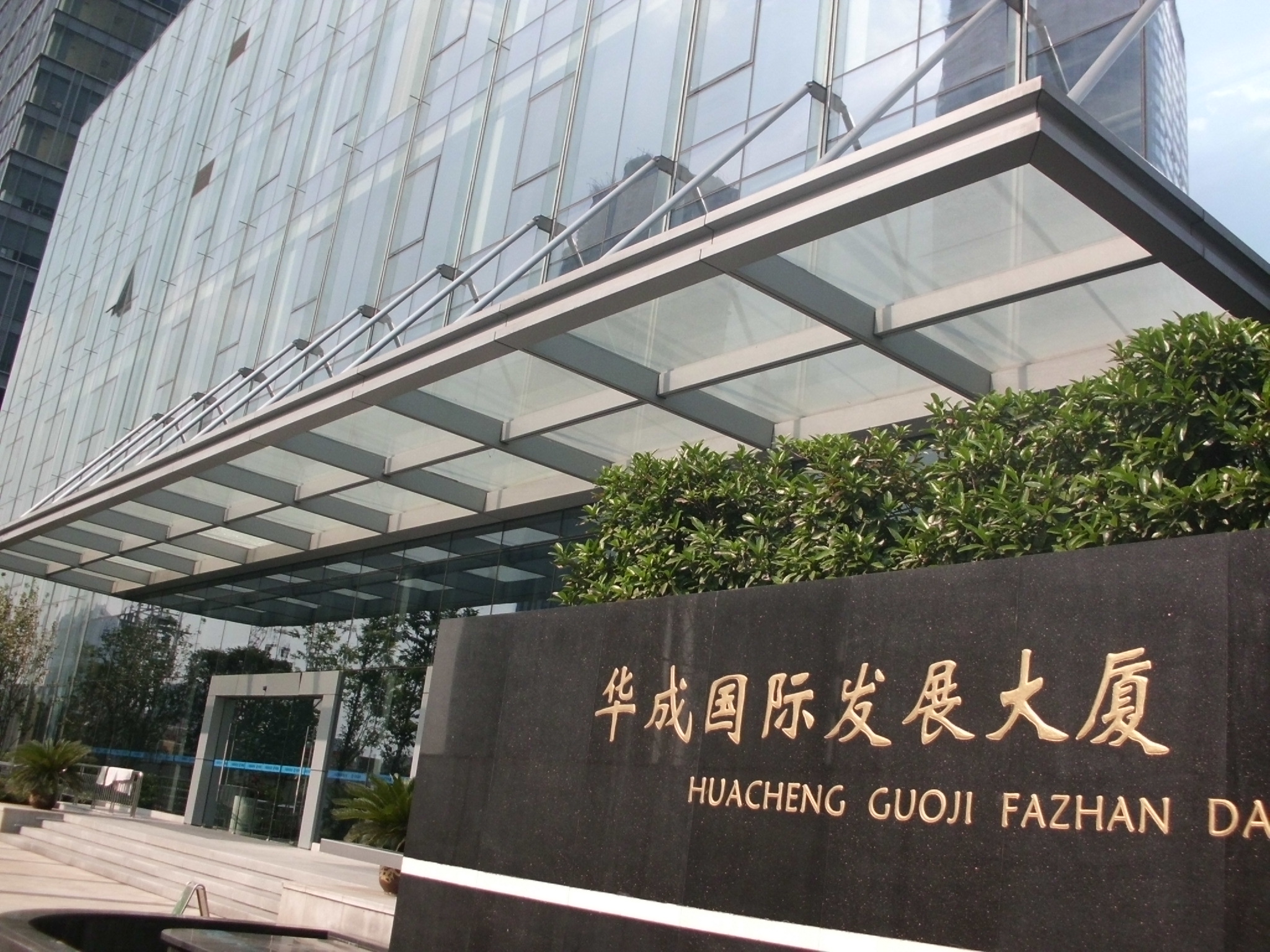
大厦入口

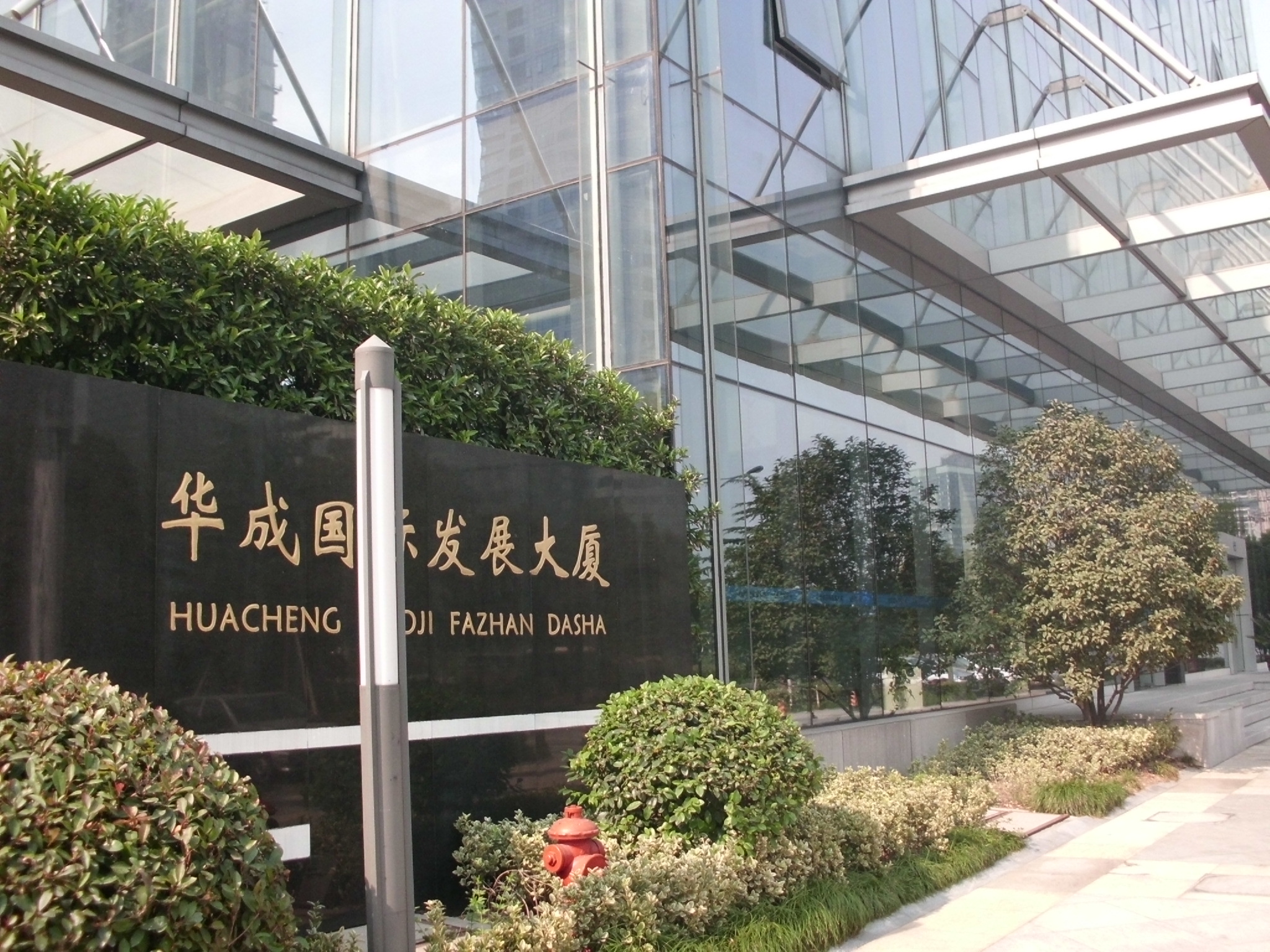
另一入口

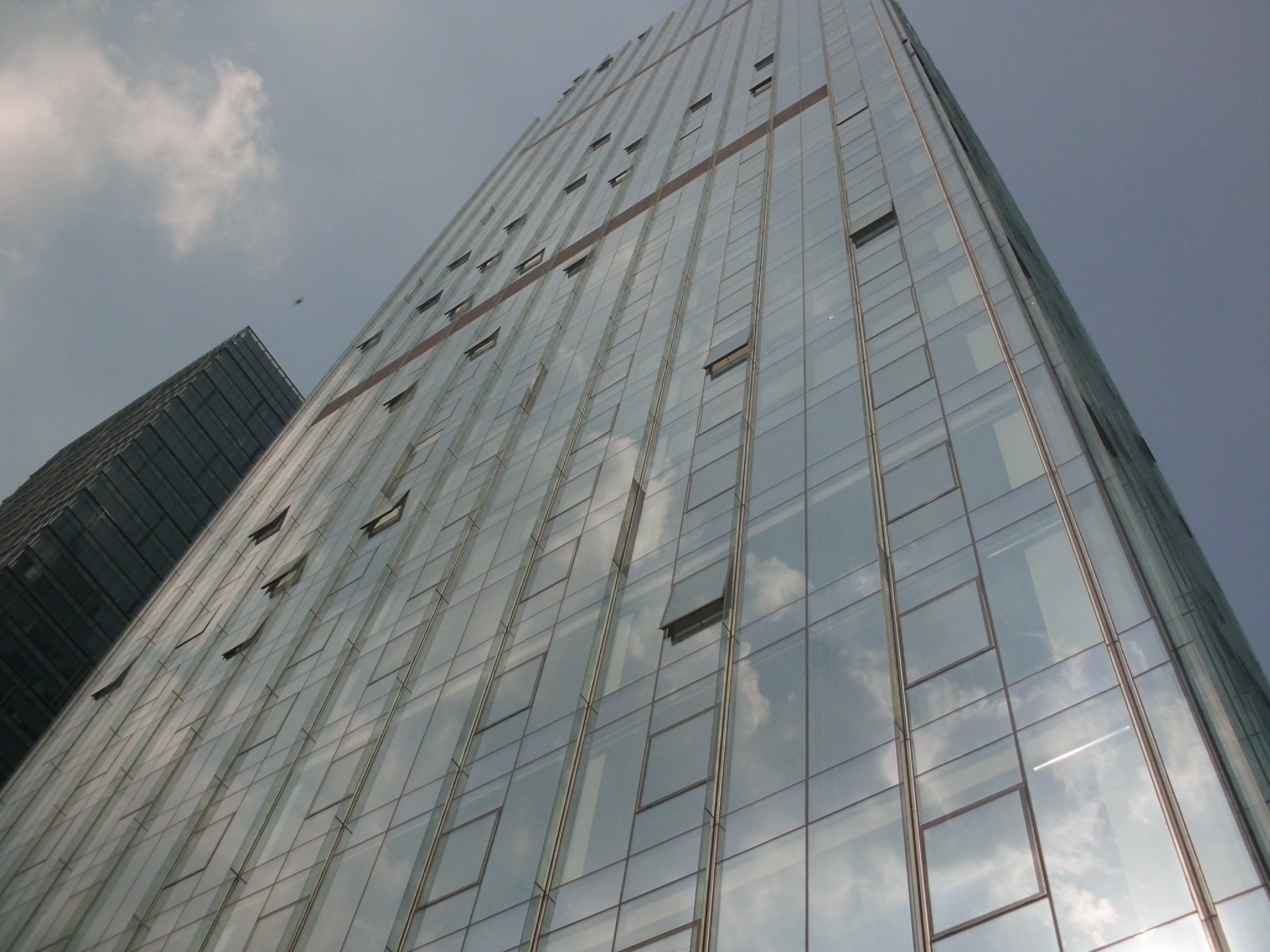
大厦上部

华成国际发展大厦是位于杭州市钱江新城的高层写字楼，由浙江华成控股集团投资开发。

## 简介
2005年开工建设，2009年9月完工。
占地面积6818平米，总建筑面积74479平米。地上42层高201.2米，5层裙楼经营商业。